# Wang Dayuan
Wang Dayuan (汪大渊, 1311-1350) était un voyageur chinois de la première moitié du XIVe siècle.
Wang Dayuan est né à Nanchang (南昌 ; pinyin : Nánchāng), capitale de la province chinoise du Jiangxi. Il s’établit ensuite à Quanzhou (泉州 ; pinyin : Quánzhōu), dans la province du Fujian.
Il a réalisé deux grands voyages maritimes :
- De 1328 à 1333, il croise dans la mer de Chine méridionale, visitant plusieurs pays d’Asie du Sud-Est ainsi que dans l’océan Indien, jusqu’à l’Inde et le Sri Lanka. Vers 1330, il visite une île au sud de la péninsule malaise où se trouve un petit port d’escale, Dan Ma Xi (淡马锡), petit village sans importance. Il s’agissait en fait de Temasek (« la ville de la mer » en javanais), qui deviendra bientôt Singapour.
- De 1334 à 1339, il atteint Aden, dans le Yémen actuel. Voyageant sur des bateaux arabes, il visite l’Afrique du Nord, de l'Égypte à la côte atlantique du Maroc et l’Afrique de l’Est, atteignant Mogadiscio et le sultanat de Kilwa, en Tanzanie[1],[2],[3].

De retour à Quanzhou, il décrit ses voyages dans un ouvrage : Daoyi zhilüe jiaoshi (岛夷志略),.